# 巴西食品公司
巴西食品公司（BRF S.A.） 是巴西的一家食品公司，2009年由Perdigão和Sadia聯合組成。是世界上最大的食品公司之一。
其業務遍佈全球各地，在2013年8月改名前，該公司稱BRF – Brasil Foods S.A.。